# Pasar Baru Baserah
Pasar Baru Baserah is een bestuurslaag in het regentschap Kuantan Singingi van de provincie Riau, Indonesië. Pasar Baru Baserah telt 2217 inwoners (volkstelling 2010).